# Hombre de Galera

Mapa de la península ibérica en el 1500 a. C. en el que podemos apreciar la zona de influencia de la cultura de El Argar, que siempre se desarrollaba alrededor de yacimientos mineros.

El Hombre de Galera es el cadáver de un hombre momificado que data aproximadamente del año 1400 a. C. Pertenecía a la cultura de El Argar, en plena Edad del Bronce, y se considera uno de los cuerpos mejor conservados de la "prehistoria" europea.

## Descubrimiento e historia
El Hombre de Galera fue hallado por un equipo de arqueólogos dirigidos por Fernando Molina, codirector de la excavación y catedrático del Departamento de Prehistoria y Arqueología de la Universidad de Granada, y María Oliva Rodríguez-Ariza, profesora de Prehistoria de la Universidad de Jaén, en la sepultura 121, en el interior de una pequeña cueva oval, enterrado en lo que se cree fue el hogar del personaje, en noviembre de 2002, en la necrópolis argárica de El Castellón Alto, enclavada en el Altiplano Granadino, en el municipio de Galera, en la provincia de Granada, España. Junto al cuerpo aparecieron diversas herramientas y cerámicas y el cuerpo de un niño de 4 años que podría ser su hijo. 
El hecho de que el enterramiento se protegiera con tablones de pino cubiertos con barro, la construcción de un muro de piedra y las condiciones de sequedad de la zona impidieron que los microorganismos actuaran y así se consiguió la momificación y preservación del cuerpo de manera natural.

## Características
- Momificación natural
- Originariamente el cuerpo se cubrió con una bolsa cerrada herméticamente por dos lados.
- El hombre tenía 28 años aprox. cuando falleció y a su lado se encontró el esqueleto de un niño, que se sospecha que pudo ser su hijo.
- Medía 1,60 metros de altura.
- No se encontraron signos de lucha ni lesiones que pudieran causar su muerte, así que se cree que pudo morir por una neumonía o alguna infección similar.
- El cadáver lucía barba, tres coletas, una de ellas tan larga que superaba la cintura, portaba pantalón, un gorro de tela.
- Se encontraron además diversas herramientas y objetos:
  - una azuela.
  - un puñal.
  - tres cuentas de collar.
  - varios anillos de plata.
  - cuatro cerámicas.
  - dos brazaletes de cobre.